# Erjon Bogdani
Erjon Bogdani (Tirana, Albania, 14 de abril de 1977) es un exfutbolista y entrenador albanés.
Como futbolista jugaba de delantero, comenzó su carrera en el Partizani Tirana, donde debutó en 1994 a los 16 años. Pasó por el fútbol turco y croata hasta el año 2000, cuando llegó a Italia y jugó por clubes de la Serie A y Serie B hasta su retiro en 2013.
Fue internacional absoluto con la selección de Albania, con la anotó 18 goles en 75 encuentros disputados, lo que lo convierte en el goleador histórico de su país.
Luego de su retiro, en septiembre de 2014 Bogdani fue nombrado cazador de jóvenes talentos por la Federación Albanesa de Fútbol. Comenzó su carrera de entrenador en agosto de 2016, como asistente de Gianni De Biasi en la selección de Albania. En diciembre de 2016 fue nombrado entrenador de la selección sub-19 de su país.

## Selección nacional
Ha sido internacional con la Selección de fútbol de Albania, ha jugado 75 partidos internacionales y ha anotado 18 goles.

## Clubes

### Como jugador
| Club               | País    | Año       |
| ------------------ | ------- | --------- |
| FK Partizani       | Albania | 1994-1997 |
| Gençlerbirliği     | Turquía | 1998      |
| NK Zagreb          | Croacia | 1998-1999 |
| Reggina Calcio     | Italia  | 2000-2003 |
| Salernitana Calcio | Italia  | 2003-2004 |
| Hellas Verona      | Italia  | 2004-2005 |
| AC Siena           | Italia  | 2005-2006 |
| AC Chievo Verona   | Italia  | 2007      |
| AS Livorno         | Italia  | 2007-2008 |
| AC Chievo Verona   | Italia  | 2008-2010 |
| AC Cesena          | Italia  | 2010-2012 |
| AC Siena           | Italia  | 2012-2013 |

### Como entrenador
| Club                        | País    | Año       |
| --------------------------- | ------- | --------- |
| Selección de Albania        | Albania | 2015      |
| Selección sub-19 de Albania | Albania | 2016-2018 |

## Palmarés

### Campeonatos nacionales
| Título                      | Club           | País    | Año       |
| --------------------------- | -------------- | ------- | --------- |
| Copa de Albania             | FK Partizani   | Albania | 1997      |
| Primera División de Croacia | NK Zagreb      | Croacia | 1999      |
| Serie B                     | Reggina Calcio | Italia  | 2001-2002 |